# Tenões
Tenões is een plaats (freguesia) in de Portugese gemeente Braga en telt 1 067 inwoners (2001).